# Miss Universo 1991
Miss Universo 1991, la 40.ª edición del concurso de belleza Miss Universo, se celebró en el Aladdin Theatre for the Performing Arts del Planet Hollywood Resort and Casino en Las Vegas, Nevada (Estados Unidos) el 17 de mayo.
Representantes provenientes de setenta y tres países y territorios compitieron por el título en esta versión del certamen. Al final del evento, Miss Universo 1990, Mona Grudt de Noruega, coronó como su sucesora a Lupita Jones de México. La ganadora se convirtió en la primera representante de su país en obtener el título de Miss Universo.
El concurso fue animado por Dick Clark; como comentaristas, actuaron Leeza Gibbons y Angela Visser, Miss Universo 1989.

## Antecedentes

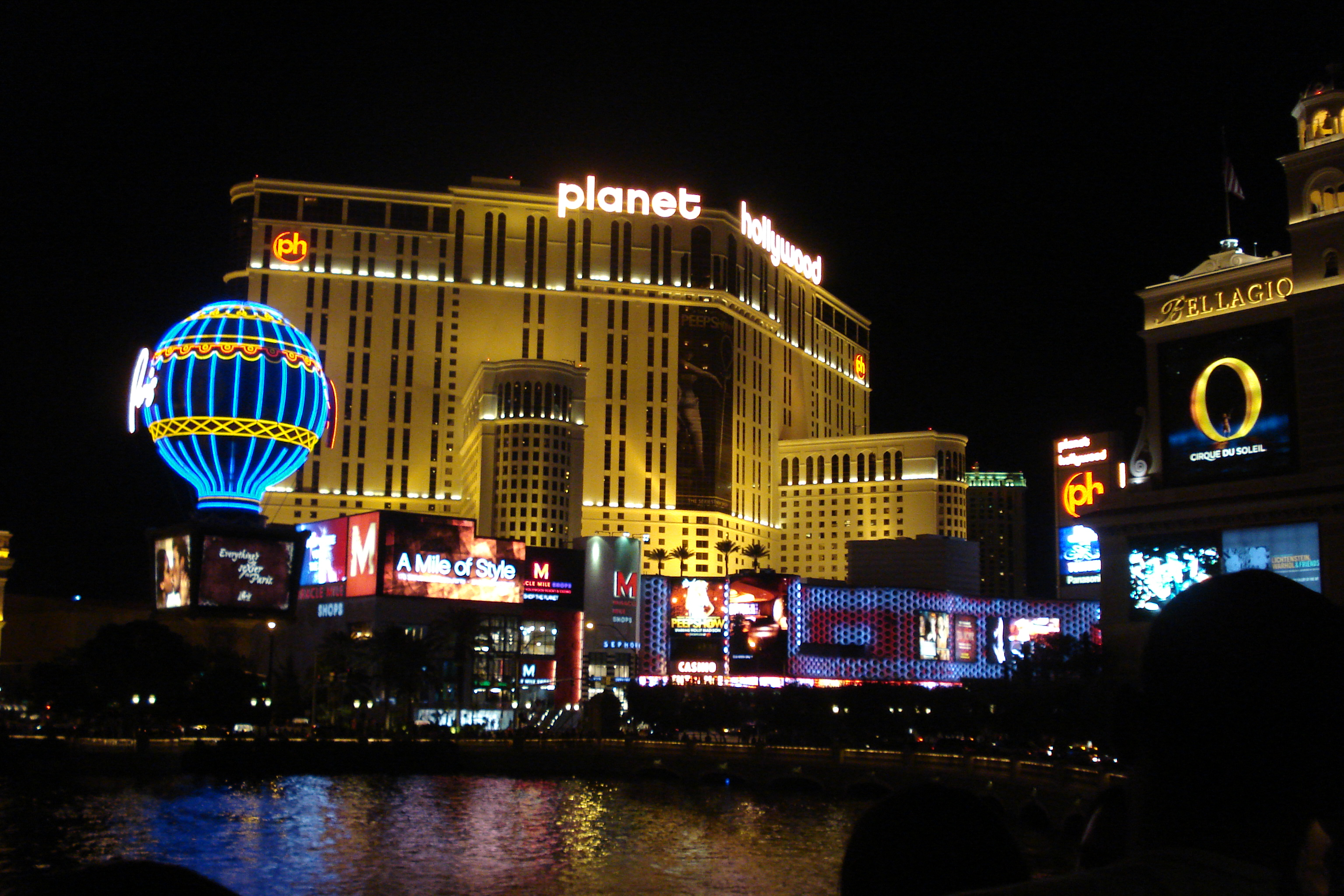
Planet Hollywood Resort and Casino, recinto sede de Miss Universo 1991

### Sede y fecha
El 12 de febrero de 1991, la Autoridad de Visitantes y Convenciones de Las Vegas anunció que el concurso de Miss Universo 1991 se llevaría a cabo en el Aladdin Theatre for the Performing Arts en Las Vegas (Estados Unidos) el 17 de mayo de 1991. Inicialmente estaba previsto que tuviera lugar en Taiwán.

### Selección de candidatas

#### Reemplazos
Binibining Pilipinas-Maja 1991 Maria Lourdes Gonzalez fue designada como Miss Pilipinas-Universo 1991 luego de que Anjanette Abayari renunciara por un problema de ciudadanía. La primera finalista de Miss Unión Soviética 1990, Julia Lemigova, fue instalada para representar a su país después de que la ganadora original, Maria Kezha, renunciara porque no cumplía con el requisito de edad. Dado que el Miss Venezuela 1991 se trasladó a septiembre, Osmel Sousa designó a Jackeline Rodríguez para representar a Venezuela.

#### Debuts, regresos y retiros
Esta edición marcó los debuts de Bulgaria, Ghana y Rumania; y los regresos de Bélgica, Brasil, Curazao, Islas Cook, Islas Vírgenes de los Estados Unidos, Líbano, Luxemburgo, Namibia, Nicaragua, Panamá, Reino Unido y Yugoslavia. Reino Unido había competido por última vez en 1952, Nicaragua en 1978, Namibia en 1984, Yugoslavia en 1985, las Islas Cook en 1986, Panamá en 1987, Líbano en 1988 y los demás en 1989.
Aruba, Australia, Austria, Dinamarca, Egipto, Escocia, Gales, Gibraltar, Groenlandia, Honduras, Inglaterra, Portugal y Suiza se retiraron. Aruba se retiró ya que el concurso Miss Aruba se trasladó del 27 de abril al 31 de mayo y la ganadora compitió al año siguiente. Australia se retiró por problemas económicos. Escocia, Gales e Inglaterra compitieron como Reino Unido. Austria, Dinamarca, Egipto, Gibraltar, Groenlandia, Honduras, Portugal y Suiza se retiraron después de que sus respectivas organizaciones no pudieron realizar un concurso nacional ni designar a una candidata.

## Resultados

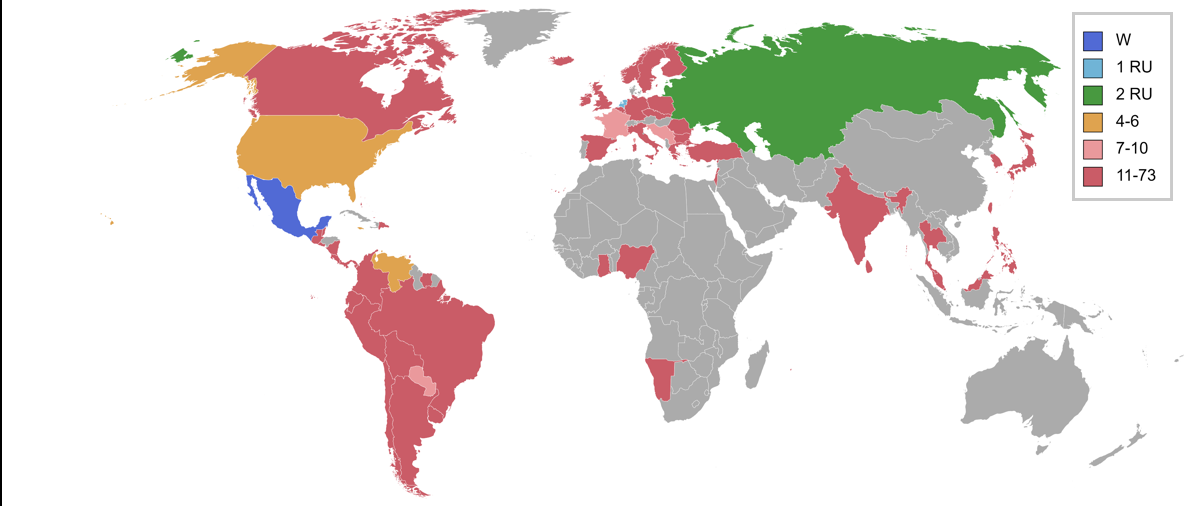
Países y territorios que enviaron candidatas y resultados para Miss Universo 1991

### Clasificación final
La ganadora, las dos finalistas y las semifinalistas fueron las siguientes candidatas:
| Resultado          | Candidata |
| ------------------ | --- |
| Miss Universo 1991 | - México - Lupita Jones                                                                                                |
| Primera finalista  | - Países Bajos - Paulien Huizinga                                                                                      |
| Segunda finalista  | - Unión Soviética - Julia Lemigova                                                                                     |
| Top 6              | - Estados Unidos - Kelli McCarty - Jamaica - Kimberley Mais - Venezuela - Jackeline Rodríguez                          |
| Top 10             | - Curazao - Jacqueline Krijger - Francia - Maréva Georges - Paraguay - Vivian Benítez - Yugoslavia - Natasha Pavlovich |

### Premios especiales
Los premios especiales fueron otorgados a las siguientes candidatas:
| Premio               | Candidata                                                 |
| -------------------- | --------------------------------------------------------- |
| Mejor traje nacional | - Colombia - Maribel Gutiérrez                            |
| Miss Fotogénica      | - Irlanda - Siobhan McClafferty                           |
| Miss Simpatía        | - Islas Vírgenes de los Estados Unidos - Monique Lindesay |

### Puntajes semifinales
| \| País \| Traje de Baño \| Entrevista \| Traje de Noche \| Porcentaje \| \| --------------- \| ------------- \| ---------- \| -------------- \| ---------- \| \| México \| 9.450 (1) \| 9.608 (1) \| 9.758 (1) \| 9.605 (1) \| \| Venezuela \| 9.412 (2) \| 9.533 (4) \| 9.650 (3) \| 9.532 (2) \| \| Unión Soviética \| 9.225 (3) \| 9.550 (3) \| 9.717 (2) \| 9.497 (3) \| \| Países Bajos \| 9.073 (6) \| 9.592 (2) \| 9.600 (4) \| 9.422 (4) \| \| Jamaica \| 9.213 (4) \| 9.418 (6) \| 9.542 (7) \| 9.391 (5) \| \| Estados Unidos \| 8.950 (7) \| 9.425 (5) \| 9.542 (7) \| 9.306 (6) \| \| Curazao \| 9.135 (5) \| 9.190 (8) \| 9.550 (6) \| 9.292 (7) \| \| Paraguay \| 8.897 (8) \| 9.350 (7) \| 9.350 (10) \| 9.229 (8) \| \| Francia \| 8.867 (10) \| 9.067 (10) \| 9.590 (5) \| 9.175 (9) \| \| Yugoslavia \| 8.875 (9) \| 9.167 (9) \| 9.442 (9) \| 9.161 (10) \| Ganadora Finalista #1 Finalista #2 Top 6 Top 10 (#) Ranking |               |            |                |            |
| País | Traje de Baño | Entrevista | Traje de Noche | Porcentaje |
| México | 9.450 (1)     | 9.608 (1)  | 9.758 (1)      | 9.605 (1)  |
| Venezuela | 9.412 (2)     | 9.533 (4)  | 9.650 (3)      | 9.532 (2)  |
| Unión Soviética | 9.225 (3)     | 9.550 (3)  | 9.717 (2)      | 9.497 (3)  |
| Países Bajos | 9.073 (6)     | 9.592 (2)  | 9.600 (4)      | 9.422 (4)  |
| Jamaica | 9.213 (4)     | 9.418 (6)  | 9.542 (7)      | 9.391 (5)  |
| Estados Unidos | 8.950 (7)     | 9.425 (5)  | 9.542 (7)      | 9.306 (6)  |
| Curazao | 9.135 (5)     | 9.190 (8)  | 9.550 (6)      | 9.292 (7)  |
| Paraguay | 8.897 (8)     | 9.350 (7)  | 9.350 (10)     | 9.229 (8)  |
| Francia | 8.867 (10)    | 9.067 (10) | 9.590 (5)      | 9.175 (9)  |
| Yugoslavia | 8.875 (9)     | 9.167 (9)  | 9.442 (9)      | 9.161 (10) |

## El concurso

### Formato
Al igual que en 1990, se seleccionaron diez semifinalistas mediante competencia preliminar y entrevistas a puerta cerrada. Diez semifinalistas participaron en la competencia de trajes de baño y de noche y, finalmente, se seleccionaron las seis finalistas. Seis finalistas compitieron en la ronda preliminar de preguntas y respuestas, y tres finalistas compitieron en la ronda final de preguntas y respuestas.

### Jurado
El panel de jueces estuvo conformado por las siguientes ocho personas:
- José Luis Rodríguez, cantante y actor venezolano
- Janet Hubert, actriz estadounidense
- Kuh Ledesma, cantante y actriz filipina
- Jorge Rivero, actor mexicano
- Barbara Lauren, directora de casting estadounidense
- Christophe, cantante francés
- Dustin Nguyen, actor vietnamita-estadounidense
- Nadia Comăneci, gimnasta rumana

## Candidatas
73 candidatas compitieron por el título.
| País/Territorio                      | Candidata              | Edad | Procedencia         |
| ------------------------------------ | ---------------------- | ---- | ------------------- |
| Alemania                             | Katrin Richter         | –    | Sajonia             |
| Argentina                            | Verónica Honnorat      | –    | Buenos Aires        |
| Bahamas                              | Farrah Saunders        | 24   | Nasáu               |
| Bélgica                              | Katia Alens            | 24   | Amberes             |
| Belice                               | Josephine Gault        | 21   | Ciudad de Belice    |
| Bermudas                             | Andrea Sullivan        | –    | Hamilton            |
| Bolivia                              | Selva Landívar         | 18   | Santa Cruz          |
| Brasil                               | Patricia Godói         | 20   | São Paulo           |
| Bulgaria                             | Christy Drumeva        | –    | Sofía               |
| Canadá                               | Leslie McLaren         | 22   | Edmonton            |
| Checoslovaquia                       | Renáta Gorecká         | 18   | Moravia del Norte   |
| Chile                                | Cecilia Alfaro         | 22   | Santiago            |
| Colombia                             | Maribel Gutiérrez      | –    | Barranquilla        |
| Corea del Sur                        | Seo Jung-min           | –    | Seúl                |
| Costa Rica                           | Viviana Muñoz          | 23   | San José            |
| Curazao                              | Jacqueline Krijger     | 23   | Willemstad          |
| Ecuador                              | Diana Neira            | 18   | Guayaquil           |
| El Salvador                          | Rebecca Dávila         | 18   | San Salvador        |
| España                               | Esther Arroyo          | 23   | Cádiz               |
| Estados Unidos                       | Kelli McCarty          | 21   | Liberal             |
| Filipinas                            | Maria Lourdes Gonzales | –    | Manila              |
| Finlandia                            | Tanja Vienonen         | –    | Salo                |
| Francia                              | Mareva Georges         | 21   | Papeete             |
| Ghana                                | Dela Tamakloe          | 24   | Acra                |
| Grecia                               | Marina Poupou          | –    | Atenas              |
| Guam                                 | Jevon Pellacani        | 25   | Agaña               |
| Guatemala                            | Lorena Palacios        | –    | Ciudad de Guatemala |
| Hong Kong                            | Anita Yuen             | 20   | Hong Kong           |
| India                                | Christabelle Howie     | 22   | Madras              |
| Irlanda                              | Siobhan McClafferty    | 20   | Dublín              |
| Islandia                             | Dis Sigurgeirsdóttir   | –    | Reikiavik           |
| Islas Caimán                         | Bethea Christian       | 17   | George Town         |
| Islas Cook                           | Raema Chitty           | –    | Rarotonga           |
| Islas Marianas del Norte             | Sharon Rosario         | 18   | Saipán              |
| Islas Turcas y Caicos                | Kathy Hawkins          | –    | Gran Turca          |
| Islas Vírgenes Británicas            | Anne Lennard           | –    | Tórtola             |
| Islas Vírgenes de los Estados Unidos | Monique Lindesay       | –    | Santa Cruz          |
| Israel                               | Miri Goldfarb          | 21   | Hod Hasharon        |
| Italia                               | Maria Pia Biscotti     | –    | Génova              |
| Jamaica                              | Kimberley Mais         | 21   | Kingston            |
| Japón                                | Atsuko Yamamoto        | 20   | Sakai               |
| Líbano                               | Fida Chehayeb          | –    | Beirut              |
| Luxemburgo                           | Annette Feydt          | –    | Luxemburgo          |
| Malasia                              | Elaine Chew            | 21   | Ipoh                |
| Malta                                | Michelle Zarb          | –    | Qormi               |
| Mauricio                             | Dhandevy Jeetun        | –    | Port Louis          |
| México                               | Lupita Jones           | 23   | Mexicali            |
| Namibia                              | Ronel Liebenberg       | 22   | Windhoek            |
| Nicaragua                            | Ana Sofía Pereira      | –    | Managua             |
| Nigeria                              | Tonia Okogbenin        | –    | Lagos               |
| Noruega                              | Lene Pedersen          | –    | Troms               |
| Países Bajos                         | Paulien Huizinga       | 20   | Utrecht             |
| Panamá                               | Liz de León            | 21   | Ciudad de Panamá    |
| Paraguay                             | Vivian Benítez         | 21   | Asunción            |
| Perú                                 | Eliana Martínez        | –    | Lima                |
| Polonia                              | Joanna Michalska       | –    | Varsovia            |
| Puerto Rico                          | Lissette Bouret        | –    | Toa Alta            |
| Reino Unido                          | Helen Upton            | 19   | Birmingham          |
| República de China                   | Lin Shu-Chuan          | –    | Taipéi              |
| República Dominicana                 | Melissa Vargas         | –    | Santiago            |
| Rumania                              | Daniella Nane          | 19   | Iași                |
| San Vicente y las Granadinas         | Samantha Robertson     | –    | Kingstown           |
| Singapur                             | Eileen Yeow            | 18   | Singapur            |
| Sri Lanka                            | Diloka Seneviratne     | –    | Panadura            |
| Suecia                               | Susanna Gustafsson     | –    | Grums               |
| Surinam                              | Simone Vos             | 18   | Paramaribo          |
| Tailandia                            | Jiraprapa Sawettanan   | 18   | Bangkok             |
| Trinidad y Tobago                    | Josie Anne Richards    | –    | Puerto España       |
| Turquía                              | Pinar Ozdemir          | –    | Estambul            |
| Unión Soviética                      | Julia Lemigova         | 18   | Moscú               |
| Uruguay                              | Adriana Comas          | 21   | Melo                |
| Venezuela                            | Jackeline Rodríguez    | 19   | Caracas             |
| Yugoslavia                           | Natasha Pavlovich      | 23   | Sarajevo            |

### Calificaciones preliminares
Las calificaciones preliminares son las siguientes:[cita requerida]
| \| País \| Traje de Baño \| Entrevista \| Traje de Noche \| % \| \| ------------------------------------ \| ------------- \| ---------- \| -------------- \| ----- \| \| México \| 8.83 \| 9.15 \| 9.04 \| 9.007 \| \| Jamaica \| 8.98 \| 9.13 \| 8.85 \| 8.986 \| \| Unión Soviética \| 8.53 \| 9.17 \| 8.89 \| 8.864 \| \| Estados Unidos \| 8.67 \| 9.02 \| 8.82 \| 8.834 \| \| Yugoslavia \| 8.75 \| 8.90 \| 8.68 \| 8.774 \| \| Curazao \| 8.90 \| 8.55 \| 8.81 \| 8.753 \| \| Paraguay \| 8.42 \| 8.95 \| 8.79 \| 8.719 \| \| Venezuela \| 8.73 \| 8.68 \| 8.74 \| 8.719 \| \| Francia \| 8.90 \| 8.49 \| 8.73 \| 8.706 \| \| Países Bajos \| 8.48 \| 8.82 \| 8.78 \| 8.694 \| \| Reino Unido \| 8.60 \| 8.68 \| 8.78 \| 8.687 \| \| Brasil \| 8.37 \| 9.17 \| 8.52 \| 8.687 \| \| Noruega \| 8.54 \| 8.63 \| 8.67 \| 8.613 \| \| Uruguay \| 8.53 \| 8.88 \| 8.38 \| 8.597 \| \| Chile \| 7.92 \| 8.85 \| 8.96 \| 8.577 \| \| Finlandia \| 8.28 \| 9.07 \| 8.38 \| 8.577 \| \| España \| 8.53 \| 8.52 \| 8.64 \| 8.563 \| \| Alemania \| 8.48 \| 8.86 \| 8.24 \| 8.527 \| \| Irlanda \| 8.08 \| 8.88 \| 8.44 \| 8.467 \| \| Singapur \| 8.57 \| 8.17 \| 8.60 \| 8.447 \| \| Nicaragua \| 8.12 \| 8.75 \| 8.37 \| 8.413 \| \| Suecia \| 8.30 \| 8.52 \| 8.37 \| 8.397 \| \| Trinidad y Tobago \| 7.92 \| 8.90 \| 8.34 \| 8.387 \| \| Colombia \| 8.10 \| 8.56 \| 8.48 \| 8.380 \| \| Rumania \| 8.03 \| 8.89 \| 8.21 \| 8.377 \| \| Guatemala \| 8.02 \| 8.85 \| 8.19 \| 8.353 \| \| Israel \| 8.16 \| 8.46 \| 8.40 \| 8.340 \| \| Bélgica \| 7.83 \| 8.84 \| 8.29 \| 8.320 \| \| Panamá \| 7.78 \| 8.81 \| 8.34 \| 8.310 \| \| Corea \| 8.12 \| 8.78 \| 8.01 \| 8.303 \| \| Filipinas \| 7.96 \| 8.61 \| 8.33 \| 8.300 \| \| Argentina \| 7.97 \| 8.93 \| 8.00 \| 8.300 \| \| Puerto Rico \| 7.91 \| 8.62 \| 8.32 \| 8.283 \| \| Costa Rica \| 7.77 \| 8.90 \| 8.09 \| 8.253 \| \| Bermudas \| 7.72 \| 8.89 \| 8.10 \| 8.237 \| \| Italia \| 8.13 \| 8.67 \| 7.83 \| 8.210 \| \| República Dominicana \| 7.94 \| 8.33 \| 8.34 \| 8.203 \| \| Bulgaria \| 8.00 \| 8.51 \| 8.06 \| 8.190 \| \| Bahamas \| 7.63 \| 8.90 \| 8.02 \| 8.183 \| \| Islandia \| 7.95 \| 8.49 \| 8.07 \| 8.170 \| \| Turquía \| 7.81 \| 8.55 \| 8.13 \| 8.163 \| \| Canadá \| 7.63 \| 8.63 \| 8.20 \| 8.153 \| \| Perú \| 7.53 \| 9.00 \| 7.90 \| 8.143 \| \| República de China \| 7.87 \| 8.08 \| 8.45 \| 8.133 \| \| El Salvador \| 8.05 \| 8.40 \| 7.95 \| 8.133 \| \| Islas Caimán \| 7.92 \| 8.48 \| 7.97 \| 8.123 \| \| Nigeria \| 7.87 \| 8.42 \| 8.04 \| 8.110 \| \| India \| 7.60 \| 8.60 \| 8.11 \| 8.103 \| \| Polonia \| 8.21 \| 7.92 \| 8.12 \| 8.083 \| \| Ecuador \| 7.97 \| 8.28 \| 7.97 \| 8.073 \| \| Islas Vírgenes de los Estados Unidos \| 7.69 \| 8.70 \| 7.77 \| 8.053 \| \| Guam \| 7.65 \| 8.53 \| 7.97 \| 8.050 \| \| Líbano \| 7.58 \| 8.81 \| 7.75 \| 8.047 \| \| Grecia \| 7.68 \| 8.30 \| 8.05 \| 8.010 \| \| Checoslovaquia \| 8.00 \| 8.24 \| 7.70 \| 7.980 \| \| Tailandia \| 7.93 \| 8.14 \| 7.83 \| 7.967 \| \| Bolivia \| 7.28 \| 8.86 \| 7.63 \| 7.923 \| \| Ghana \| 7.67 \| 8.32 \| 7.72 \| 7.903 \| \| Namibia \| 7.42 \| 8.80 \| 7.48 \| 7.900 \| \| Hong Kong \| 7.45 \| 8.02 \| 8.18 \| 7.883 \| \| Japón \| 7.73 \| 8.13 \| 7.75 \| 7.870 \| \| Surinam \| 7.57 \| 8.16 \| 7.81 \| 7.847 \| \| Sri Lanka \| 7.37 \| 8.27 \| 7.82 \| 7.820 \| \| Belice \| 7.30 \| 8.30 \| 7.76 \| 7.787 \| \| Malasia \| 7.27 \| 8.12 \| 7.97 \| 7.787 \| \| Luxemburgo \| 7.80 \| 7.75 \| 7.78 \| 7.777 \| \| Islas Vírgenes Británicas \| 7.27 \| 8.41 \| 7.50 \| 7.727 \| \| Islas Marianas del Norte \| 7.32 \| 7.98 \| 7.80 \| 7.700 \| \| Islas Cook \| 7.37 \| 8.23 \| 7.43 \| 7.677 \| \| San Vicente y las Granadinas \| 7.33 \| 7.90 \| 7.62 \| 7.617 \| \| Turcas y Caicos \| 7.10 \| 8.00 \| 7.70 \| 7.600 \| \| Mauricio \| 7.17 \| 8.20 \| 7.42 \| 7.597 \| \| Malta \| 7.31 \| 7.79 \| 7.63 \| 7.577 \| | Ganadora Finalista Top 6 Top 10 Todas las candidatas obtuvieron sus respectivas calificaciones |            |                |       |
| País | Traje de Baño                                                                                  | Entrevista | Traje de Noche | %     |
| México | 8.83                                                                                           | 9.15       | 9.04           | 9.007 |
| Jamaica | 8.98                                                                                           | 9.13       | 8.85           | 8.986 |
| Unión Soviética | 8.53                                                                                           | 9.17       | 8.89           | 8.864 |
| Estados Unidos | 8.67                                                                                           | 9.02       | 8.82           | 8.834 |
| Yugoslavia | 8.75                                                                                           | 8.90       | 8.68           | 8.774 |
| Curazao | 8.90                                                                                           | 8.55       | 8.81           | 8.753 |
| Paraguay | 8.42                                                                                           | 8.95       | 8.79           | 8.719 |
| Venezuela | 8.73                                                                                           | 8.68       | 8.74           | 8.719 |
| Francia | 8.90                                                                                           | 8.49       | 8.73           | 8.706 |
| Países Bajos | 8.48                                                                                           | 8.82       | 8.78           | 8.694 |
| Reino Unido | 8.60                                                                                           | 8.68       | 8.78           | 8.687 |
| Brasil | 8.37                                                                                           | 9.17       | 8.52           | 8.687 |
| Noruega | 8.54                                                                                           | 8.63       | 8.67           | 8.613 |
| Uruguay | 8.53                                                                                           | 8.88       | 8.38           | 8.597 |
| Chile | 7.92                                                                                           | 8.85       | 8.96           | 8.577 |
| Finlandia | 8.28                                                                                           | 9.07       | 8.38           | 8.577 |
| España | 8.53                                                                                           | 8.52       | 8.64           | 8.563 |
| Alemania | 8.48                                                                                           | 8.86       | 8.24           | 8.527 |
| Irlanda | 8.08                                                                                           | 8.88       | 8.44           | 8.467 |
| Singapur | 8.57                                                                                           | 8.17       | 8.60           | 8.447 |
| Nicaragua | 8.12                                                                                           | 8.75       | 8.37           | 8.413 |
| Suecia | 8.30                                                                                           | 8.52       | 8.37           | 8.397 |
| Trinidad y Tobago | 7.92                                                                                           | 8.90       | 8.34           | 8.387 |
| Colombia | 8.10                                                                                           | 8.56       | 8.48           | 8.380 |
| Rumania | 8.03                                                                                           | 8.89       | 8.21           | 8.377 |
| Guatemala | 8.02                                                                                           | 8.85       | 8.19           | 8.353 |
| Israel | 8.16                                                                                           | 8.46       | 8.40           | 8.340 |
| Bélgica | 7.83                                                                                           | 8.84       | 8.29           | 8.320 |
| Panamá | 7.78                                                                                           | 8.81       | 8.34           | 8.310 |
| Corea | 8.12                                                                                           | 8.78       | 8.01           | 8.303 |
| Filipinas | 7.96                                                                                           | 8.61       | 8.33           | 8.300 |
| Argentina | 7.97                                                                                           | 8.93       | 8.00           | 8.300 |
| Puerto Rico | 7.91                                                                                           | 8.62       | 8.32           | 8.283 |
| Costa Rica | 7.77                                                                                           | 8.90       | 8.09           | 8.253 |
| Bermudas | 7.72                                                                                           | 8.89       | 8.10           | 8.237 |
| Italia | 8.13                                                                                           | 8.67       | 7.83           | 8.210 |
| República Dominicana | 7.94                                                                                           | 8.33       | 8.34           | 8.203 |
| Bulgaria | 8.00                                                                                           | 8.51       | 8.06           | 8.190 |
| Bahamas | 7.63                                                                                           | 8.90       | 8.02           | 8.183 |
| Islandia | 7.95                                                                                           | 8.49       | 8.07           | 8.170 |
| Turquía | 7.81                                                                                           | 8.55       | 8.13           | 8.163 |
| Canadá | 7.63                                                                                           | 8.63       | 8.20           | 8.153 |
| Perú | 7.53                                                                                           | 9.00       | 7.90           | 8.143 |
| República de China | 7.87                                                                                           | 8.08       | 8.45           | 8.133 |
| El Salvador | 8.05                                                                                           | 8.40       | 7.95           | 8.133 |
| Islas Caimán | 7.92                                                                                           | 8.48       | 7.97           | 8.123 |
| Nigeria | 7.87                                                                                           | 8.42       | 8.04           | 8.110 |
| India | 7.60                                                                                           | 8.60       | 8.11           | 8.103 |
| Polonia | 8.21                                                                                           | 7.92       | 8.12           | 8.083 |
| Ecuador | 7.97                                                                                           | 8.28       | 7.97           | 8.073 |
| Islas Vírgenes de los Estados Unidos | 7.69                                                                                           | 8.70       | 7.77           | 8.053 |
| Guam | 7.65                                                                                           | 8.53       | 7.97           | 8.050 |
| Líbano | 7.58                                                                                           | 8.81       | 7.75           | 8.047 |
| Grecia | 7.68                                                                                           | 8.30       | 8.05           | 8.010 |
| Checoslovaquia | 8.00                                                                                           | 8.24       | 7.70           | 7.980 |
| Tailandia | 7.93                                                                                           | 8.14       | 7.83           | 7.967 |
| Bolivia | 7.28                                                                                           | 8.86       | 7.63           | 7.923 |
| Ghana | 7.67                                                                                           | 8.32       | 7.72           | 7.903 |
| Namibia | 7.42                                                                                           | 8.80       | 7.48           | 7.900 |
| Hong Kong | 7.45                                                                                           | 8.02       | 8.18           | 7.883 |
| Japón | 7.73                                                                                           | 8.13       | 7.75           | 7.870 |
| Surinam | 7.57                                                                                           | 8.16       | 7.81           | 7.847 |
| Sri Lanka | 7.37                                                                                           | 8.27       | 7.82           | 7.820 |
| Belice | 7.30                                                                                           | 8.30       | 7.76           | 7.787 |
| Malasia | 7.27                                                                                           | 8.12       | 7.97           | 7.787 |
| Luxemburgo | 7.80                                                                                           | 7.75       | 7.78           | 7.777 |
| Islas Vírgenes Británicas | 7.27                                                                                           | 8.41       | 7.50           | 7.727 |
| Islas Marianas del Norte | 7.32                                                                                           | 7.98       | 7.80           | 7.700 |
| Islas Cook | 7.37                                                                                           | 8.23       | 7.43           | 7.677 |
| San Vicente y las Granadinas | 7.33                                                                                           | 7.90       | 7.62           | 7.617 |
| Turcas y Caicos | 7.10                                                                                           | 8.00       | 7.70           | 7.600 |
| Mauricio | 7.17                                                                                           | 8.20       | 7.42           | 7.597 |
| Malta | 7.31                                                                                           | 7.79       | 7.63           | 7.577 |